# Тирличник жовтуватий
Тирличник жовтуватий (Gentianella lutescens) — вид квіткових рослин родини тирличевих (Gentianaceae).

## Біоморфологічна характеристика
Це однорічна чи дворічна рослина. Стебла 3–40 см заввишки, прямовисні прості чи розгалужені вгорі. Листки вузькояйцеподібні, верхні листки голі, такі ж, як чашечка. Зубці чашечки лінійні, трохи довші за трубку, виїмки між зубцями тупі. Віночок 10–20 мм завдовжки, жовтувато-білий, синій чи синьо-фіолетовий, з жовтуватою трубкою. Плід — коробочка. Насіння кулясте, елібсоїдне чи яйцювате, 0.5–0.8 × 0.4–0.7 мм, поверхня гладка, блискуча, від жовтувато- до темно-коричневої.

## Поширення
Австрія, Болгарія, Чехія, Словаччина, Німеччина, Греція, Італія, Польща, Румунія, Україна, Словенія.
Населяє луки, пасовища, світлі ліси, вапнякові землі.
В Україні вид росте високогірних луках, кам'янистих схилах — у Карпатах.